# Сурикат
Сурика́т, или сурика́та (лат. Suricata suricatta) — вид млекопитающих из семейства мангустовых (Herpestidae). Распространён в Южной Африке (в основном — в районе пустыни Калахари: на территориях юго-западной Анголы, Намибии, Ботсваны и ЮАР).

## Распространение
Из всех видов мангустовых сурикаты населяют наиболее открытые и пустынные земли, которые почти лишены деревьев. Их можно найти в районах саванн и открытых равнин, причём сурикаты предпочитают селиться в местностях с твёрдым грунтом.

## Описание
Сурикаты относятся к мелким мангустовым, масса их тела составляет 620—960 г. Длина тела суриката (вместе с головой) лежит в пределах от 45 до 55 см, а длина хвоста (тонкого и сужающегося к концу) — от 17,5 до 25 см. Зубная формула суриката такова:
{\displaystyle I{3 \over 3}C{1 \over 1}P{3 \over 3}M{2 \over 2}\,\,=36,}
(здесь {\displaystyle I} — резцы, {\displaystyle C} — клыки, {\displaystyle P} — премоляры, {\displaystyle M} — моляры), так что всего у него 36 зубов. При этом резцы немного искривлены, а коренные зубы имеют высокие, заострённые бугорки.
Окрас шерсти обычно — оранжево-коричневый. Все сурикаты имеют характерный рисунок из поперечных чёрных полос на спине, который составляют отдельные волоски, кончики которых окрашены в чёрный цвет. Голова белая, уши чёрные, нос коричневый, хвост жёлтого оттенка, кончик хвоста чёрный. Хвост используется как опора при стоянии на задних лапах. При беге хвост удерживается в вертикальном положении. Мех длинный и мягкий, подшёрсток тёмно-рыжий. Шерсть на животе и груди короткая. Телосложение у суриката стройное, но его скрывает густой мех. Имеются паховые железы, выделяющие пахучий секрет, которые скрывает складка кожи, эта же складка хранит секреторные выделения. На передних лапах длинные и крепкие когти, которые используются для выкапывании добычи и рытья нор. Самки имеют 6 сосков.
Сурикаты относятся к активным роющим животным. Колонии сурикатов роют норы и могут пользоваться норами совместно с капской земляной белкой и жёлтым мангустом. Все эти три вида ведущие в целом похожий образ жизни, могут жить в общей системе нор и при этом не конфликтовать. Норы глубокие, обычно от 1,5 метра и глубже, причём имеют несколько входов. Если они живут в горном районе, то убежищами для них служат скалистые пещерки. Ведут дневной образ жизни. В тёплый день любят греться на солнце, принимая самые причудливые позы. Могут подолгу стоять на задних лапах. Часто меняют жилища, и новое жильё часто оказывается в 1—2 км от старого.
Продолжительность жизни сурикатов в природе в среднем составляет 4-5 лет, в домашних условиях может достигать 12-14 лет.

## Питание
Сурикаты кормятся вблизи своей норы, переворачивая камни и раскапывая трещины в земле. В большинстве случаев сурикаты едят насекомых, но рацион дополняют также ящерицы, змеи, скорпионы, пауки, многоножки, птичьи яйца , растительные компоненты. По некоторым оценкам, входящая в рацион суриката пища животного происхождения на 82 % состоит из насекомых и на 7 % — из паукообразных (по 3 % составляют сороконожки и многоножки, по 2 % — пресмыкающиеся и птицы).
Сурикаты обладают повышенным иммунитетом к ядам змей. Они также относительно устойчивы (в отличие от человека) к яду скорпионов, обитающих в пустыне Калахари; правда, укус особо опасных видов скорпионов может быть смертельным и для суриката, но положение обычно спасают ловкость зверька, его молниеносная реакция и отработанность действий, в ходе которых он сначала избавляется от ядовитого хвоста скорпиона, откусывая его, а затем песком удаляет с хитинового панциря скорпиона следы яда. Скорпионами питаются как взрослые особи, так и детеныши. При этом взрослые не просто кормят малышей, а используют своеобразные стратегии обучения ловле и обезвреживанию скорпионов.

## Образ жизни

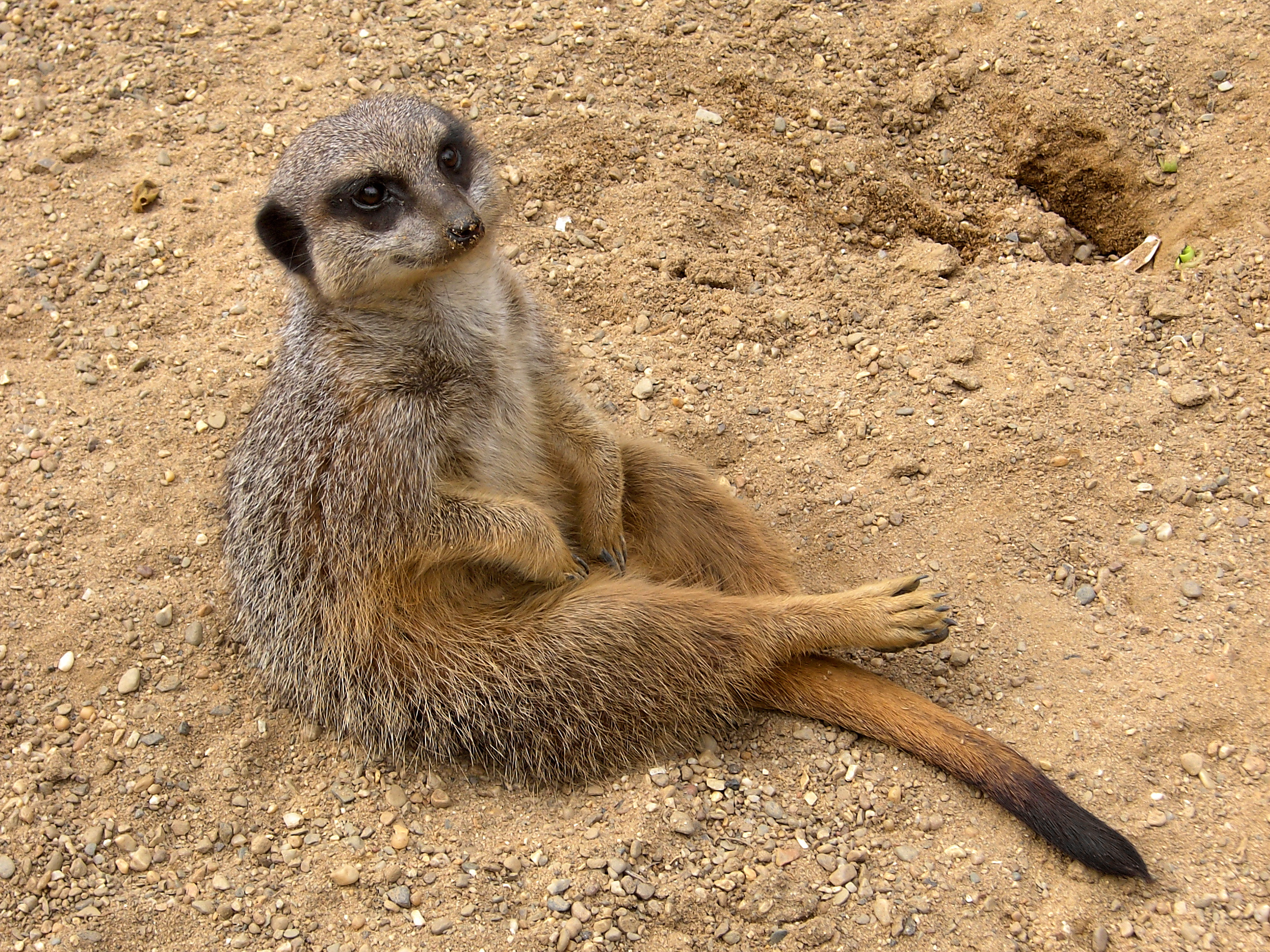
Сурикат в Антверпенском зоопарке

Сурикаты — высокоорганизованные животные, которые объединяются в колонии (такой образ жизни ведут даманы, рукокрылые, кролики и некоторые грызуны, но среди хищных это — единственный случай). Колонии сурикатов включают в себя две-три семейные группы, всего же 20—30 особей (зафиксированный рекорд — 63 особи). Одна семейная группа в среднем контролирует территорию площадью около 500 га (максимум 1500 га). Семейные группы враждуют между собой за территории, причём на их границах нередко возникают сражения, зачастую оканчивающиеся плачевно хотя бы для одного суриката. Некоторые научно-популярные источники признают это некрупное животное одним из наиболее кровожадных: по их данным, до пятой части в структуре смертности зверьков отводится на последствия драк их друг с другом. Исследование 2016 года в Nature показало, что они являются наиболее кровожадными из млекопитающих к себе подобным, подтвердив их внутривидовое уничтожение своей пятой части.

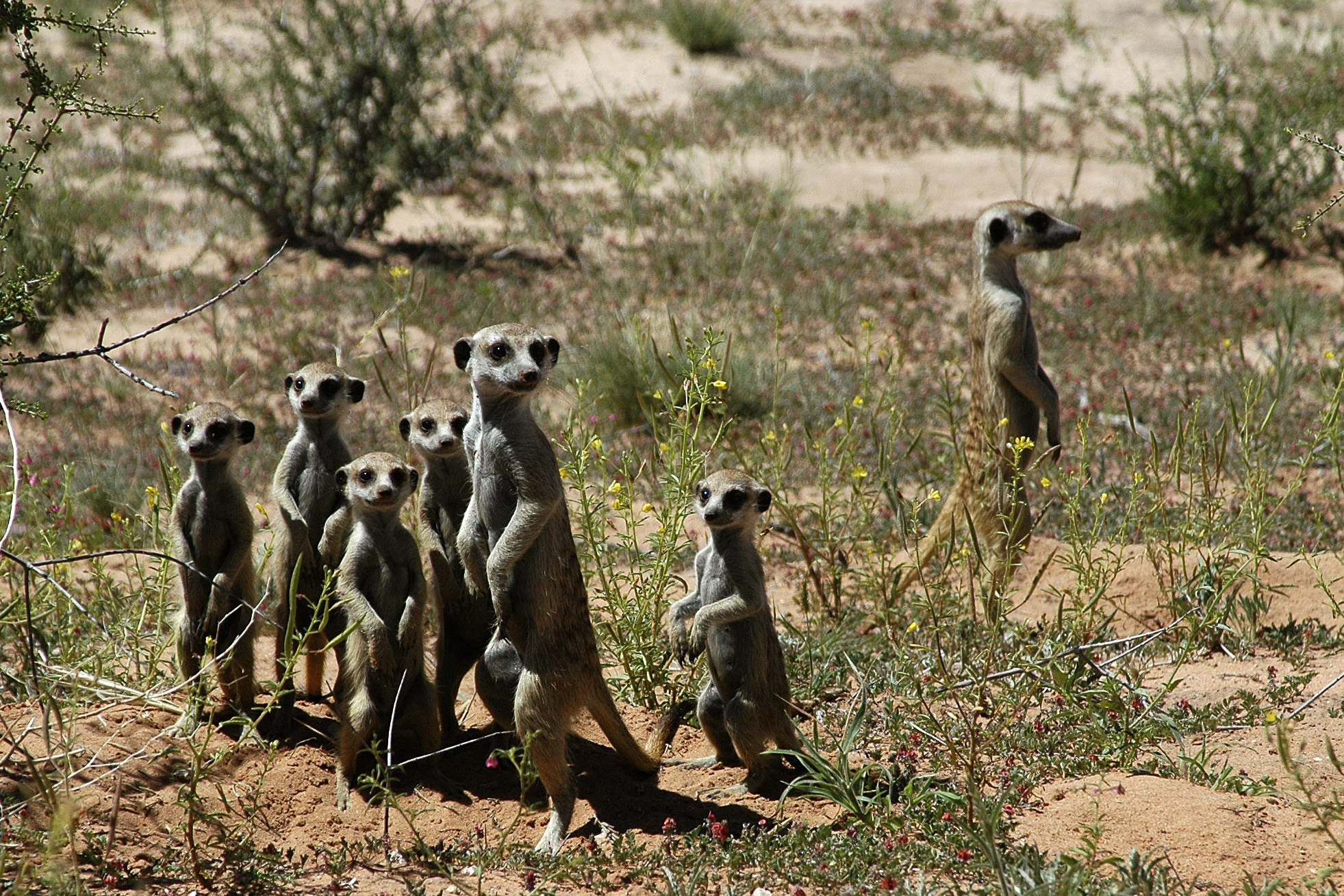
Семья сурикатов в пустыне Калахари

Каждая семейная группа сурикатов состоит из пары взрослых зверьков и их потомства. В группе сурикатов царит матриархат; самка может быть крупнее самца по размерам и доминирует над ним. Сурикаты часто переговариваются между собой, их звуковой ряд насчитывает по меньшей мере 20—25 звуковых сочетаний.
Распорядок дня у сурикатов обычно следует одной и той же схеме: рано утром зверьки просыпаются, очищают вход в нору от песка, выходят на поиски пищи, в самое жаркое время отдыхают в тени, затем вновь идут искать пропитание и возвращаются к норе примерно за час до захода солнца. В зимнее время сурикаты стоя прогреваются на утреннем солнце после спячки.
Пока одни особи роются в земле, другие осматриваются в поисках опасности, могут с этой целью даже взбираться на деревья, термитники и на невысокие кустарники.
Переселение из норы в нору происходит по двум причинам: долгое пребывание в старой норе, которое привело к заселению в нору паразитов, или приближение к норе семьи-соперника. Начинается переселение обычно сразу после утреннего поиска пищи. По прибытии на место семья начинает расчищать все ходы норы.

## Размножение
Сурикаты достигают полового созревания примерно в возрасте одного года. Самка суриката может приносить до четырёх помётов в год. Беременность длится 77 дней или меньше. В помёте до 7 детёнышей, обычно четыре или пять. Новорожденный весит 25—36 г, глаза он открывает на 14-й день, а на молочном вскармливании он находится 7—9 недель, обычно 7,5. Детёныши могут выйти из норы на свет, только когда им исполнится три недели. В семьях диких сурикатов право приносить потомство имеет только доминирующая самка. Если же какая-либо другая самка забеременела или уже принесла потомство, доминирующая самка может выгнать «провинившуюся» из семьи, часто она даже убивает детёнышей.

## Домашние животные

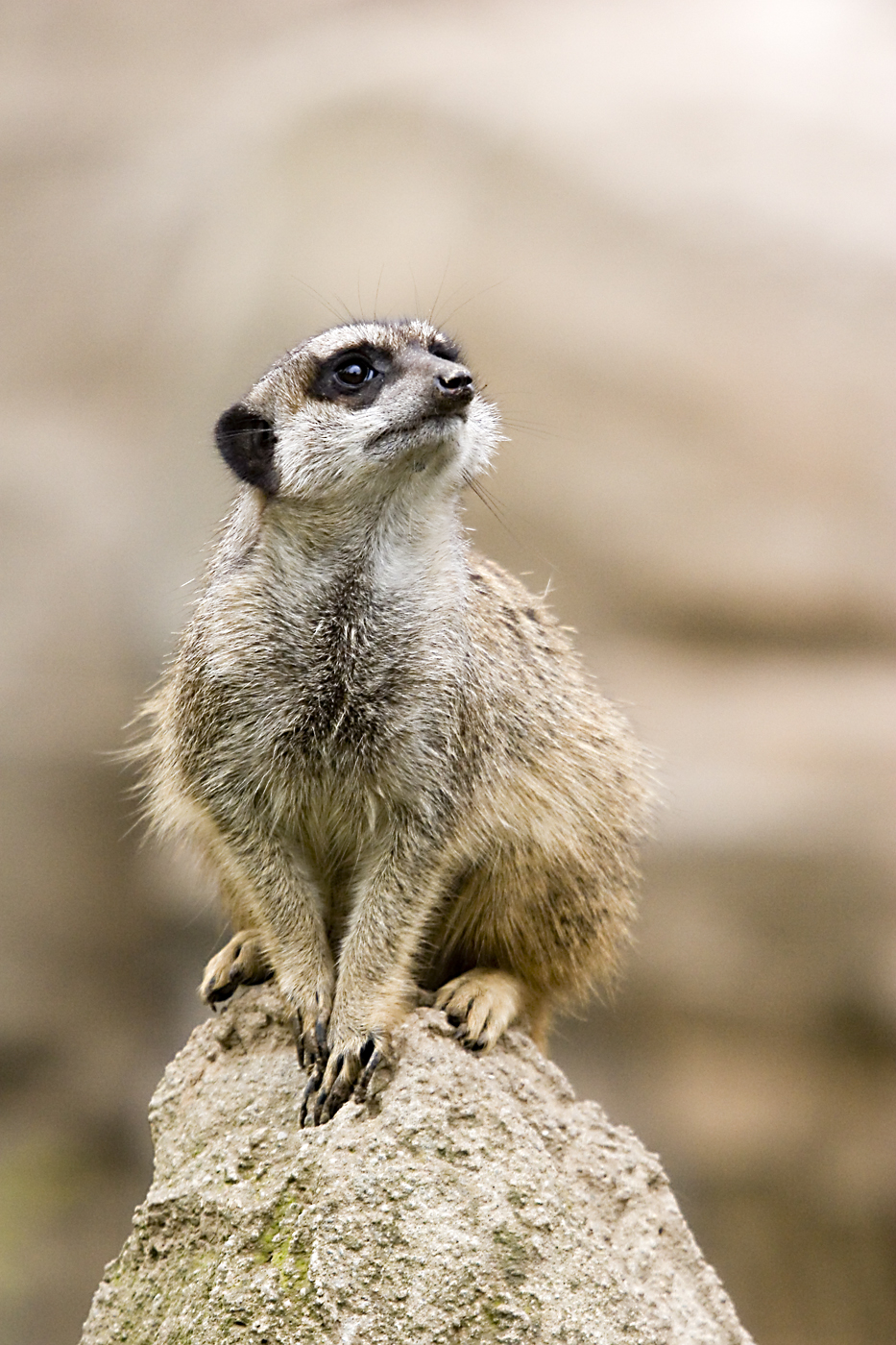
Сурикат в Лейпцигском зоопарке

Сурикаты хорошо приручаются . Они очень чувствительны к холоду. В Южной Африке сурикатов держат дома для ловли грызунов и змей. Сурикатов иногда путают с жёлтыми мангустами (Cynictis) , с которыми они часто живут бок о бок . Жёлтые мангусты не приручаются и из них не выходит домашних животных.

## Образ в культуре и искусстве
- «Поместье сурикатов» (англ. Meerkat Manor) — британская телевизионная программа, транслировалась на канале Animal Planet (2005—2008).
- «Поместье сурикатов: История начинается[англ.]» (англ. Meerkat Manor: The Story Begins) — британский документальный фильм, приквел телесериала (2008).
- «Сурикаты» (англ. The Meerkats) — полнометражный британский документальный фильм Джеймса Хонейборна о жизни клана сурикатов в пустыне Калахари (2008).
- Сурикат Билли — один из главных героев мультфильма «Союз зверей» (2010).
- Сурикат Тимон — персонаж мультфильма «Король Лев» и один из главных героев мультипликационного телесериала «Тимон и Пумба», компаньон и лучший друг бородавочника Пумбы.
- Братья сурикаты Поки, Поппи и Пеппи — персонажи южнокорейского мультипликационного сериала «Юху и его друзья» (2009)
- Дистрибутиву Ubuntu Linux версии 10.10 присвоено наименование «Свободомыслящий сурикат» (Maverick Meerkat).